# 大相撲平成29年9月場所
大相撲平成29年9月場所（おおずもうへいせい29ねん9がつばしょ）は、平成29年（2017年）の9月10日から9月24日にかけて開催された大相撲の本場所。興行場所は両国国技館。
幕内最高優勝は、横綱・日馬富士公平（11勝4敗・7場所ぶり9回目）

## 幕内番付・星取表
| 東     | 東         | 東             | 番付       | 西           | 西         | 西       |
| 備考   | 成績       | 力士名         | 番付       | 力士名       | 成績       | 備考     |
| ------ | ---------- | -------------- | ---------- | ------------ | ---------- | -------- |
|        | 全休       | 白鵬翔         | 横綱       | 日馬富士公平 | 11勝4敗    | 優勝     |
|        | 全休       | 稀勢の里寛     | 横綱       | 鶴竜力三郎   | 全休       |          |
|        | 1勝2敗12休 | 髙安晃         | 大関       | 豪栄道豪太郎 | 11勝4敗    | 優勝同点 |
|        | 1勝5敗9休  | 照ノ富士春雄   | 大関       |              |            |          |
|        | 8勝7敗     | 御嶽海久司     | 関脇       | 嘉風雅継     | 8勝7敗     | 技能賞   |
|        | 7勝8敗     | 玉鷲一朗       | 小結       | 栃煌山雄一郎 | 6勝9敗     |          |
|        | 4勝11敗    | 栃ノ心剛史     | 前頭筆頭   | 琴奨菊和弘   | 10勝5敗    |          |
|        | 7勝8敗     | 北勝富士大輝   | 前頭2枚目  | 碧山亘右     | 3勝5敗7休  |          |
| 敢闘賞 | 10勝5敗    | 阿武咲奎也     | 前頭3枚目  | 千代大龍秀政 | 8勝7敗     |          |
|        | 8勝7敗     | 松鳳山裕也     | 前頭4枚目  | 宇良和輝     | 1勝2敗12休 |          |
|        | 6勝9敗     | 正代直也       | 前頭5枚目  | 貴景勝光信   | 9勝6敗     | 殊勲賞   |
|        | 8勝7敗     | 逸ノ城駿       | 前頭6枚目  | 輝大士       | 4勝11敗    |          |
|        | 9勝6敗     | 千代の国憲輝   | 前頭7枚目  | 勢翔太       | 6勝9敗     |          |
|        | 8勝7敗     | 千代翔馬富士雄 | 前頭8枚目  | 宝富士大輔   | 9勝6敗     |          |
|        | 8勝7敗     | 貴ノ岩義司     | 前頭9枚目  | 荒鷲毅       | 9勝6敗     |          |
|        | 3勝12敗    | 石浦将勝       | 前頭10枚目 | 豪風旭       | 6勝9敗     |          |
|        | 8勝7敗     | 大栄翔勇人     | 前頭11枚目 | 千代丸一樹   | 9勝6敗     |          |
|        | 10勝5敗    | 大翔丸翔伍     | 前頭12枚目 | 佐田の海貴士 | 2勝8敗5休  |          |
|        | 6勝9敗     | 錦木徹也       | 前頭13枚目 | 魁聖一郎     | 9勝6敗     |          |
|        | 10勝5敗    | 遠藤聖大       | 前頭14枚目 | 隠岐の海歩   | 8勝7敗     |          |
|        | 4勝11敗    | 德勝龍誠       | 前頭15枚目 | 豊山亮太     | 4勝11敗    |          |
| 敢闘賞 | 10勝5敗    | 朝乃山英樹     | 前頭16枚目 |              |            |          |

## 優勝争い
この場所は初日から白鵬、稀勢の里、鶴竜の3横綱が休場という、昭和以降初となる異例の状態で始まる。その結果事実上の一人横綱となった日馬富士だったが、3日目の琴奨菊戦において、立ち合い不成立と勘違いしたことで一方的に寄り切られて黒星を喫すると、そこから4日目北勝富士戦、5日目阿武咲戦と立て続けに敗れ、まさかの3日連続金星配給となってしまった上に、序盤で黒星が先行してしまった。
一方大関陣は、角番の照ノ富士が初日から元気のない相撲が続き、ついに6日目から休場になってしまう。さらに大関2場所目の髙安も2日目に玉鷲に敗れた際に右ひざを負傷し、3日目から休場。その結果、3横綱2大関が休場するというまさかの事態となってしまった。
6日目に阿武咲が敗れたことで早くも全勝が消えると、この場所角番だった豪栄道が初日の黒星以降安定した相撲で白星を積み重ね、優勝争いを牽引していく。11日目には唯一1差で追っていた千代大龍が敗れたことで、4日間を残して2差をつけてのトップに立つ。翌12日目には松鳳山に土俵際で叩き込まれて2敗に後退するも、3敗だった平幕の3人が全員敗れたため、引き続き2差を保つが、序盤の3連敗で早々と脱落したかと思われた横綱・日馬富士を含む10人もの力士が2差の4敗で後を追うという状況になり、優勝争いは一転、混戦模様を呈してきた。
しかし翌13日目、日馬富士と新入幕の朝乃山を除く4敗の全力士が敗れたことで、賜杯の行方はこの二人と豪栄道におおよそ絞られることになった。当の豪栄道は貴景勝にいいところなく突き落とされ3敗に後退。2日を残して1差に迫られることとなり、さらに一時は3差をつけられていた日馬富士に自力優勝の目が浮かび上がった。
翌14日目、朝乃山が敗れたのに対し、豪栄道は熱戦の末豪快な渡し込みで貴ノ岩を下し、日馬富士も御嶽海を圧倒。最高優勝は最終的にこの場所出場した二人だけの横綱大関の直接対決によって決することとなった。
そして千秋楽、逆転優勝のために連勝が必要な日馬富士は、本割の結びの一番で豪栄道を低い体勢で捕らえると、そのまま寄せ付けずに寄り切って快勝。さらに決定戦では鋭い踏み込みで本割以上に圧倒的な内容で寄り切って勝利。格の違いを見せつけた日馬富士が一時3差を覆し、7場所ぶり9度目の優勝を遂げた。

## 各段優勝・三賞
| タイトル     | タイトル     | 四股名       | 地位           | 回数             | 成績     | 部屋         | 出身                       | 備考                                         |
| ------------ | ------------ | ------------ | -------------- | ---------------- | -------- | ------------ | -------------------------- | -------------------------------------------- |
| 幕内最高優勝 | 幕内最高優勝 | 日馬富士公平 | 西横綱         | 07場所ぶり09回目 | 11勝04敗 | 伊勢ヶ濱部屋 | モンゴル国ウランバートル市 | 豪栄道豪太郎が優勝同点、日馬富士最後の優勝   |
| 三賞         | 殊勲賞       | 貴景勝光信   | 西前頭6枚目    | 初受賞           | 10勝05敗 | 貴乃花部屋   | 兵庫県芦屋市               |                                              |
| 三賞         | 敢闘賞       | 阿武咲奎也   | 東前頭3枚目    | 02場所ぶり02回目 | 10勝05敗 | 阿武松部屋   | 青森県北津軽郡中泊町       |                                              |
| 三賞         | 敢闘賞       | 朝乃山英樹   | 東前頭16枚目   | 初受賞           | 10勝05敗 | 高砂部屋     | 富山県富山市               |                                              |
| 三賞         | 技能賞       | 嘉風雅継     | 西関脇         | 02場所ぶり04回目 | 08勝07敗 | 尾車部屋     | 大分県佐伯市               |                                              |
| 十両優勝     | 十両優勝     | 阿炎政虎     | 西十両11枚目   | 初優勝           | 10勝05敗 | 錣山部屋     | 埼玉県越谷市               | 安美錦竜児、琴勇輝一巖、誉富士歓之が優勝同点 |
| 幕下優勝     | 幕下優勝     | 鏡桜南二     | 西幕下49枚目   | 初優勝           | 7戦全勝  | 鏡山部屋     | モンゴル国ウランバートル市 |                                              |
| 三段目優勝   | 三段目優勝   | 炎鵬晃       | 東三段目18枚目 | 初優勝           | 7戦全勝  | 宮城野部屋   | 石川県金沢市               | 満津田誉彦が優勝同点                         |
| 序二段優勝   | 序二段優勝   | 鳴滝翔月     | 東序二段63枚目 | 初優勝           | 7戦全勝  | 伊勢ノ海部屋 | 京都府京都市右京区         |                                              |
| 序ノ口優勝   | 序ノ口優勝   | 庄司向志     | 西序ノ口25枚目 | 初優勝           | 7戦全勝  | 武蔵川部屋   | 秋田県仙北郡美郷町         |                                              |

## 備考
- この場所2日目、日本相撲協会がこの日掛けられるはずであった高須クリニックの懸賞金を設定し忘れるというミスが発覚。高須クリニック院長の高須克弥は「すぐに懸賞旗とアナウンスをするようやり直せ!!」と相撲協会に苦情を出したが、その時点ではすでに取組に間に合わず、結局懸賞金は設定されないままであった[1]
- この場所は3横綱2大関が休場したが、3横綱2大関の休場は1918年夏場所以来99年ぶりで、戦後史上初[2]。
  - 3横綱2大関の休場により大混戦となり、13日目終了時点では5敗以内までに優勝の可能性が生まれた。その時点で優勝争いに加わっていた力士の数は実に16人[3]。
- 三役以上の連勝は2日目終了時点で日馬富士1人だけになった。これは1997年5月場所以来昭和以降5回目のワーストタイ記録[4]。
- この場所初日から休場していた碧山と佐田の海は途中出場しており、初日から休場していた幕内力士が2人途中出場するのは1950年春場所の三根山と國登以来67年ぶりで、戦後3例目[5]。
- 場所後に発行された相撲雑誌に掲載された投書には巡業の過密スケジュールが休場者の続出を招いたという指摘が見られ、投稿者の中には「"空き"場所」とこの場所を揶揄する者もいた[6]。また、この場所で休場者が続出した要因として、力士の大型化や大相撲八百長問題を経て気の抜けた取り組みを行うことができなくなったこともメディア上で取り上げられている[7]。
- それ以前までは地方場所では現地で調達した土で作った土俵を使用していたが、力士から「滑りやすい」などの意見が出ていたほか、場所中に土俵の一部が崩れることもあったため、国技館で使っている荒木田土を、地方場所でも使用することにした[8]。